# Асекеево (село)
Асеке́ево — село на северо-западе Оренбургской области. Административный центр Асекеевского района и Асекеевского сельсовета.

## Название
Возможно, топоним происходит от мужского личного имени Асикей (просторечная форма от имен Иезикииль, Езекия). Нужно также не упускать из вида фамилию Асикеев, башкирское диалектное «эсэкэй» — питьевой (название могло характеризовать воду родника или речки). Наконец, историк Ю. Зобов высказал предположение, что название получено по имени башкирского старшины Асекея.

## История
Село было основано в XVI веке при царствовании Ивана Грозного. Опричник Ивана IV Асекей за верную службу при дворе получил большой надел земли на территории нынешних Асекеевского и Краснопартизанского районов. По имени опричника Асекея было названо село Асекеево. По архивным данным в селе первоначально было только 25 дворов. Административно входило в состав Бугурусланского уезда.
Во время царствования Екатерины II были основаны соседние села: Кульшарипово, Мукменево, Султангулово. Об этом говорят могильные камни, на которых высечены даты рождения и смерти двух имамов.
Прежде большинство земель вокруг села было покрыто лесами. Особенно много было на территории района вишни. Её было так много, что если проехать по лесу на телеге, то телега становилась красной от вишни. Территория от села до Султангулова была заболочена. На этих болотах было много уток, диких гусей, но охота была затруднена, так как местность была почти непроходима. Население села отличалось религиозностью, поэтому люди боялись близко подходить к болоту, думали, что там живут различные шайтаны и до наших дней дошло, что по дороге к Султангулову (приблизительно 2 км) ночью слышны различные голоса и крики.
Основным занятием населения было скотоводство, земледелие, охота и рыболовство.
Названия мест на территории села и его района даны самим народом. Например на территории, где сейчас плотина колхоза, было небольшое, но глубокое озеро. Там утопился некий бедняк Селеке. Он не сумел жениться на своей любимой девушке из-за бедности. Поэтому озеро прозвали «Селеке-куль» то есть озеро Селеке. Или же озеро в направлении к Султангулову «Мукле-куль» то есть озеро с мохом.
До Великой Октябрьской социалистической революции в селе было 6 мечетей, где работали 23 муллы.

### Послевоенное время
После войны колхоз им. Фрунзе имел земельный надел в 5 тыс. гектаров при с. Асекеево и 2 тыс. га земли в Адамовском районе.
В селе было около 600 дворов, почти все дома деревянные. Только в 1956 г. построено 65 домов и отремонтировано 155 домов. В селе имелся книжный магазин, магазин продовольственных и промышленных товаров. Имелись чайная, киоск мясо-молочных продуктов. В селе работала средняя школа, где обучалось свыше 400 детей, работала вечерняя школа сельской молодёжи. В селе работали 42 учителя.
В селе была построена больница городского типа, работали 5 врачей и 10 человек среднемедицинского персонала. Был Дом Культуры со стационарной киноустановкой, библиотека с детским отделением, которая располагала книжным фондом в 14 тыс. томов. Ежегодно 12 тыс. жителей просматривало кинокартины. Выпускалась газета «Заветы Ильича».
Село было полностью электрифицировано и радиофицировано. Население села использовало газ, в каждой квартире было радио.
За героизм и отвагу, проявленные в Великой Отечественной войне, награждено более 150 жителей Асекеево, в том числе Ахметшин Ягфар — Герой Советского Союза.

## География

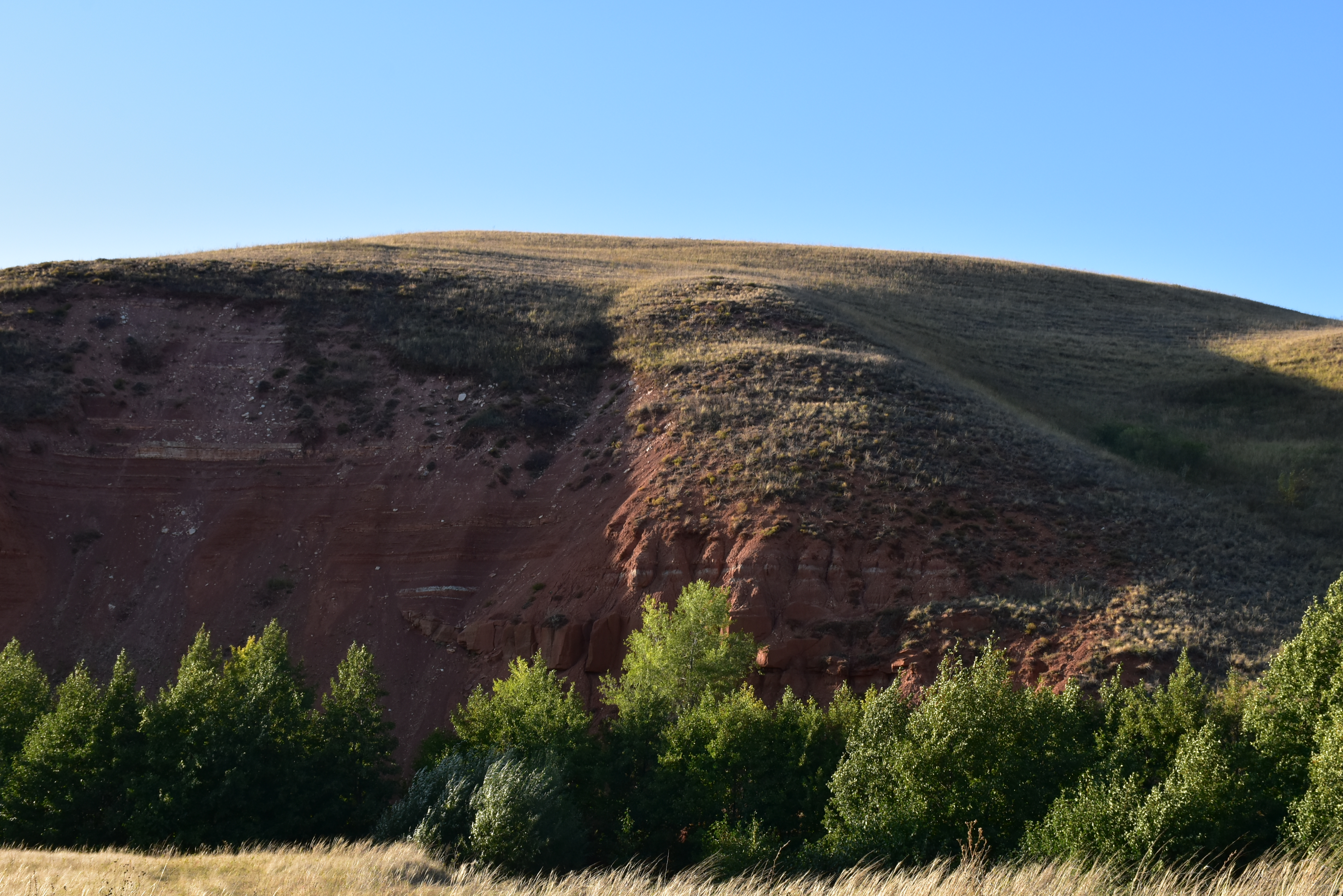
Большекислинский яр

Расположено на северо-западе Оренбургской области, в 38 км восточнее границы Самарской области, в 28 км восточнее города Бугуруслана, в 1226 км юго-восточнее столицы России города Москвы, в 223 км северо-западнее областного центра города Оренбурга, 205 км северо-восточнее города Самары, в 354 км юго-западнее города Уфы, в 132 км северо-восточнее города Бузулука, в 259 км восточнее города Тольятти, в 53 км восточнее города Похвистнева, в 80 км юго-западнее города Абдулина, в 591 км северо-западнее города Орска. В 4 км восточнее станции Заглядино. В 5 км северо-западнее от села Новосултангулова. В 3 км северо-западнее от села Старосултангулова. В бассейне реки Большой Кинель. Железнодорожная станция Куйбышевской железной дороги на историческом Транссибе. Железная дорога до областного центра города Оренбурга отсутствует. Аэропорт отсутствует, до ближайшего аэропорта Курумоч 215 км, расположенного к западу от Асекеева.

## Климат
Климат резко континентальный
- - Среднегодовая температура воздуха — 4,9 °С
  - Относительная влажность воздуха — 66,8 %
  - Средняя скорость ветра — 5 м/с
  - Среднегодовая норма осадков — 576 мм

| Показатель                    | Янв.  | Фев.  | Март | Апр. | Май  | Июнь | Июль | Авг. | Сен. | Окт. | Нояб. | Дек.  | Год |
| ----------------------------- | ----- | ----- | ---- | ---- | ---- | ---- | ---- | ---- | ---- | ---- | ----- | ----- | --- |
| Средний суточный максимум, °C | −8,8  | −7,8  | −1,2 | 10   | 18,9 | 22,9 | 25,4 | 24,2 | 17,4 | 8,4  | −0,1  | −6,2  | 8,6 |
| Средняя температура, °C       | −11,4 | −10,8 | −4,6 | 5,3  | 14   | 18,5 | 21   | 19,6 | 13,2 | 5,3  | −2,3  | −8,5  | 4,9 |
| Средний суточный минимум, °C  | −14,3 | −14,1 | −8,5 | −0,3 | 7,5  | 12,5 | 15,2 | 14,3 | 8,7  | 2    | −4,6  | −11,2 | 0,6 |
| Норма осадков, мм             | 48    | 37    | 41   | 41   | 43   | 60   | 50   | 51   | 50   | 53   | 52    | 50    | 576 |

## Образование, культура, спорт

#### Школы
- МБОУ Асекеевская СОШ
- МБОУ Асекеевская НОШ
- Асекеевская ООШ (ст. Асекеево) В Асекеево функционируют ДК «Романтика», центральная и детская библиотека, детская школа искусств, музей.

Также в райцентре имеются ФОК «Батыр» площадью 1500 м². Здесь проводятся тренировки и соревнования по баскетболу, волейболу, мини-футболу, различным единоборствам; спорткомплекс «Юность» включающий в себя ледовую арену и стадион для большого футбола.

## Достопримечательности
На территории Асекеево установлены памятники знаменитым людям и героям Великой Отечественной войны.
- Памятник А. С. Пушкину (перенесён в 2015 г. на станцию Заглядино).
- Памятник В. И. Ленину на центральной площади села.
- Памятник герою Советского Союза, лауреату Ленинской премии, поэту М. Джалилю.
- Мемориальный комплекс памяти погибших на фронтах Великой Отечественной войны 1941—1945 гг.
- Две пушки ЗИС-3 находящиеся на мемориальном комплексе.
- Памятник воинам-афганцам.
- Памятник пограничникам — защитникам рубежей Отечества (в 2019 г.).
- Сквер «Исток», находящийся в историческом центре села, на котором установлен камень с годом основания села — 1750 год.

В 1,4 км к северу от станции Асекеево расположен Большекислинский яр.

## Население
| 1959 | 1970  | 1979  | 1989  | 2002  | 2010  | 2021  |
| ---- | ----- | ----- | ----- | ----- | ----- | ----- |
| 2624 | ↗3511 | ↗3824 | ↗5079 | ↗5296 | ↘5201 | ↘4907 |

## Средства массовой информации

### Газеты
- «Родные просторы»
- Частная интернет-газета «АсКорр

Телевидение / радио
1-й мультиплекс 43 ТВК 650 МГц: Первый Канал, Россия 1 / ГТРК Оренбург, Матч ТВ, НТВ, Пятый Канал, Россия К, Россия 24 / ГТРК Оренбург, Карусель, ОТР / ОРТ-Планета, ТВЦ.
2-й мультиплекс 31 ТВК 554 МГц: РЕН ТВ, СПАС, СТС, Домашний, ТВ3, Пятница!, Звезда, МИР, ТНТ, МУЗ-ТВ.
Радиостанции:
- 97.3 - Радио России / ГТРК Оренбург
- 106.5 - Радио России / ГТРК Оренбург (Молчит)
- Осуществляется приём радиостанции с соседних городов Бугуруслан и Абдулино

## Транспортная инфраструктура
В Асекеево имеется остановочный пункт 1305 км Куйбышевской железной дороги. Каждый день курсируют пригородные поезда в направлении Похвистнево и Абдулино. Ближайшая пассажирская станция Бугуруслан находится в 32 км от Асекеево. Также имеется автостанция. Осуществляются ежедневные перевозки в Тольятти, Оренбург, Самару, Бузулук, Бугуруслан, Абдулино.

## Религия
Мечети
- Мечеть Хасан хаджи
- Мечеть

Православные храмы
- Молитвенный дом Николая Чудотворца